# Paratimiola rondoni
Paratimiola rondoni är en skalbaggsart som beskrevs av Stefan von Breuning 1965. Paratimiola rondoni ingår i släktet Paratimiola och familjen långhorningar.
Artens utbredningsområde är Laos. Inga underarter finns listade i Catalogue of Life.